# أرجع لي
أرجع لي (بالإسبانية: Vuelve a mí)‏ هو تيلينوفيلا أمريكية من تأليف سيرخيو ميندوزا وأماريس بايز وبطولة عددٍ منَ الممثلين بما في ذلك ويليام ليفي وسمادي زينديخاس. عرض على قناة تيليموندو في 9 أكتوبر 2023 إلى 16 فبراير 2024.

## طاقم العمل
- ويليام ليفي بدور سانتياغو زيبيدا
- سمادي زينديخاس بدور نوريا جارسيا
- كيمبرلي دوس راموس بدور ليانا كوريلز
- شيمينا هيريرا بدور اميليا سان رومان
- فرديناندو فالنسيا بدور براوليو زيبيدا
- رودولفو سالاس بدور فاوستو ميلينديز
- كريستيان دي لا كامبا بدور دييغو كارانزا
- لورا فلوريس بدور مارثا جيفارا
- جيرالدين غالفان بدور كونسيويلو غارسيا
- أمارانتا رويز بدور روزاليا غارسيا
- كريستيان راموس بدور جيريمياس مونتيجو "إل شالو"
- آنا سوبيرو بدور أيدا خيمينيز
- أنتوني ألفاريز بدور إيسيدرو سانشيز "إل تيغري"
- إدواردو إبارولا بدور رايموندو
- أريانا سافيدرا بدور يوجينة لوبيز
- دييغو كلاين بدور جاسينتو برموديز
- ليوناردو دانيال بدور خوسيه ماريا "إل تشيما"
- فرديناندو سيانغيروتي بدور روبرتو زيبيدا
- أندريه سيباستيان بدور أندريه غارسيا